# Serapias perez-chiscanoi
Serapias perez-chiscanoi  (лат.) — вид однодольных растений рода Серапиас (Serapias) семейства Орхидные (Orchidaceae). Впервые описан испанской учёной-ботаником Кармен Аседо Касадо в 1989 году.

## Распространение и среда обитания
Известен с запада Пиренейского полуострова, где произрастает на территориях Испании и Португалии.

## Ботаническое описание
Клубневой геофит.
Число хромосом — 2n=36.

## Природоохранная ситуация
Serapias perez-chiscanoi находится под угрозой исчезновения в испанском регионе Эстремадура.